# Nurmahal
Nurmahal (Panjabi: ਨੂਰਮਹਿਲ, Urdu: نورمحل) ist eine ca. 15.000 Einwohner zählende Kleinstadt im indischen Bundesstaat Punjab.

## Lage
Der Ort Nurmahal liegt ca. 30 km (Fahrtstrecke) südlich der Distriktshauptstadt Jalandhar in einer Höhe von ca. 240 m ü. d. M. Das Klima ist gemäßigt bis warm; Regen fällt eigentlich nur während der sommerlichen Monsunzeit.

## Bevölkerung
Offizielle Bevölkerungsstatistiken werden erst seit 1991 geführt und regelmäßig veröffentlicht. Der anhaltende Anstieg der städtischen Bevölkerungszahlen beruht im Wesentlichen auf der Zuwanderung von Familien aus dem Umland.
| Jahr      | 1991   | 2001   | 2011   |
| Einwohner | 11.149 | 12.632 | 14.560 |

Knapp 83 % der Einwohner sind Hindus, knapp 15 % sind Sikhs und nur gut 1,5 % sind Moslems; andere Religionen wie Christen bilden Splittergruppen. Der Anteil der männlichen Bevölkerung ist ca. 7 % höher als der weibliche. Man spricht Panjabi, Hindi und Urdu.

## Wirtschaft
Das Umland von Nurmahal ist in hohem Maße landwirtschaftlich geprägt; in der Kleinstadt haben sich Händler, Handwerker und Tagelöhner angesiedelt.

## Geschichte
Der Ort war anscheinend schon im Mittelalter ein Rastplatz für Karawanen auf ihrem Weg durch die Gangesebene nach Nordwesten; diese Strecke wurde um die Mitte des 16. Jahrhunderts durch den Okkupator Sher Khan Suri und anschließend durch die Moguln ausgebaut – später erhielt sie den Namen Grand Trunk Road. Es wird angenommen, dass die Mogulprinzessin Mehr-un-Nisa, die von ihrem späteren Ehemann, dem Großmogul Jahangir, Nur Jahan genannt wurde, hier einen Teil ihrer Kindheit und Jugend verbrachte, denn im Jahr 1618 gab sie den Auftrag zum Bau einer ummauerten Karawanserei, von der der gesamte Ort seinen heutigen Namen erhielt.

## Sehenswürdigkeiten

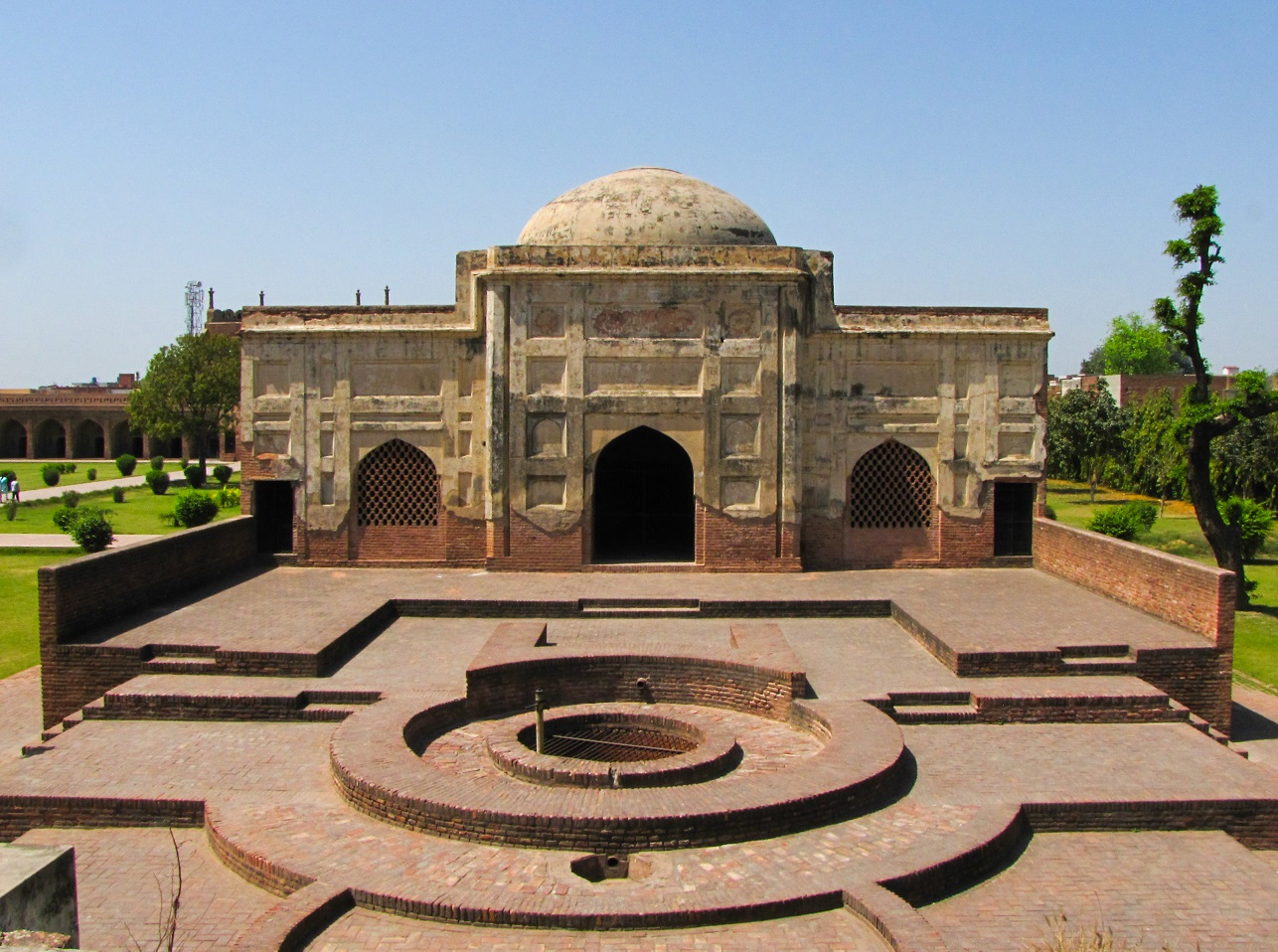
Brunnen und Moschee im Innenhof der Karawanserei

Einzige Sehenswürdigkeit des Ortes ist die ca. 168 m im Geviert messende Karawanserei mit ihrem Torbau, der ganz im damals vorherrschenden Stil der Mogul-Architektur gestaltet wurde. Der Kern des Bauwerks besteht aus gebrannten Ziegeln, die jedoch mit Platten aus rotem und gelblichem Sandstein aus Rajasthan verkleidet wurden. Ein hochgezogener Mitteliwan bildet Rahmen für das eigentliche Portal, welches von einem Schriftband und von Tierreliefs (Elefanten etc.) gerahmt wird; in der Mitte oberhalb der Portalöffnung befindet sich ein kleiner Balkon (jharokha). Auch die seitlichen Flächen sind für einen Zweckbau reich dekoriert; hervorstechend sind die beiden großen Balkone im oberen Bereich, deren ursprüngliche Wachfunktion jedoch ausschließlich repräsentativen Zwecken gewichen ist. Die dreigeschossigen Seitenteile des Bauwerks sind nach hinten abgeschrägt.
Auf einem mehrere Meter hohen Unterbau im eigentlichen Hofbereich befinden sich eine kleine verputzte Moschee mit Mittelkuppel und zwei großen steinernen jali-Fenstern sowie ein Ziehbrunnen; an die westliche Außenwand angebunden sind insgesamt 32 offene Lagerräume, in denen aber auch die Karawanenführer nächtliche Ruhe finden konnten.